# دیوید کراس (بازیکن فوتبال، زاده ۱۹۵۰)
دیوید کراس (انگلیسی: David Cross؛ زادهٔ ۸ دسامبر ۱۹۵۰) بازیکن فوتبال اهل بریتانیا است.
از باشگاه‌هایی که در آن بازی کرده‌است می‌توان به باشگاه فوتبال وست برومویچ آلبیون، باشگاه فوتبال اولدهام اتلتیک، باشگاه فوتبال بولتون واندررز، باشگاه فوتبال بری، باشگاه فوتبال آریس لیماسول، باشگاه فوتبال روچدیل، باشگاه فوتبال نوریچ سیتی، باشگاه فوتبال کاونتری سیتی، باشگاه فوتبال منچستر سیتی، و باشگاه فوتبال وستهام یونایتد اشاره کرد.